# Czarnków
Pour l’article homonyme, voir Czarnków (Basse-Silésie).
Czarnków (prononciation : [ˈt͡ʂarŋkuf], en allemand : Scharnikau) est une commune urbaine de la Voïvodie de Grande-Pologne et du powiat de Czarnków-Trzcianka.
Elle est située à environ 60 km au nord-ouest de Poznań, capitale de la voïvodie de Grande-Pologne.
Elle est le siège administratif de la gmina de Czarnków (bien qu'elle ne fasse pas partie de son territoire) et du powiat de Czarnków-Trzcianka.
Elle s'étend sur 10,04 km2 et comptait 11 305 habitants en 2013.

## Géographie

Plan de la ville.

Située à l'ouest de la voïvodie de Grande-Pologne, la ville de Czarnków est dans la pleine du Noteć, un affluent important de l'Oder.
La ville est localisée à environ 60 km au nord-ouest de Poznań, la capitale régionale.

## Histoire
Czarnków a été fondée au XIIIe siècle, et a acquis ses droits de ville en 1397.
De 1975 à 1998, la ville faisait partie du territoire de la voïvodie de Piła. Depuis 1999, la ville fait partie du territoire de la voïvodie de Grande-Pologne.

## Monuments
- l'église Sainte Marie-Madeleine, construite en 1580 puis reconstruite aux XVIIe – XVIIIe siècles ;
- la mairie du XIXe siècle.

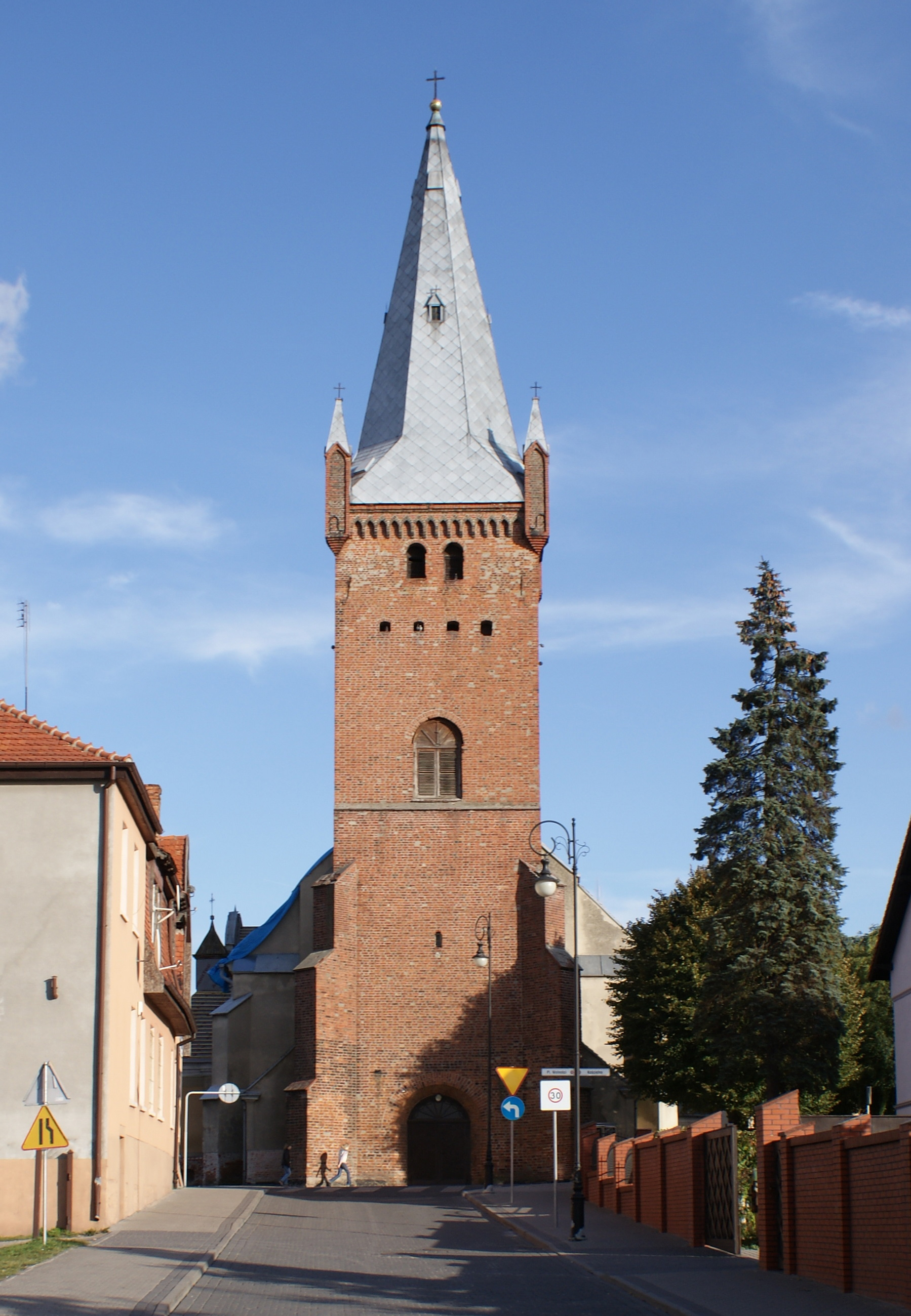
L'église Sainte Marie-Madeleine.
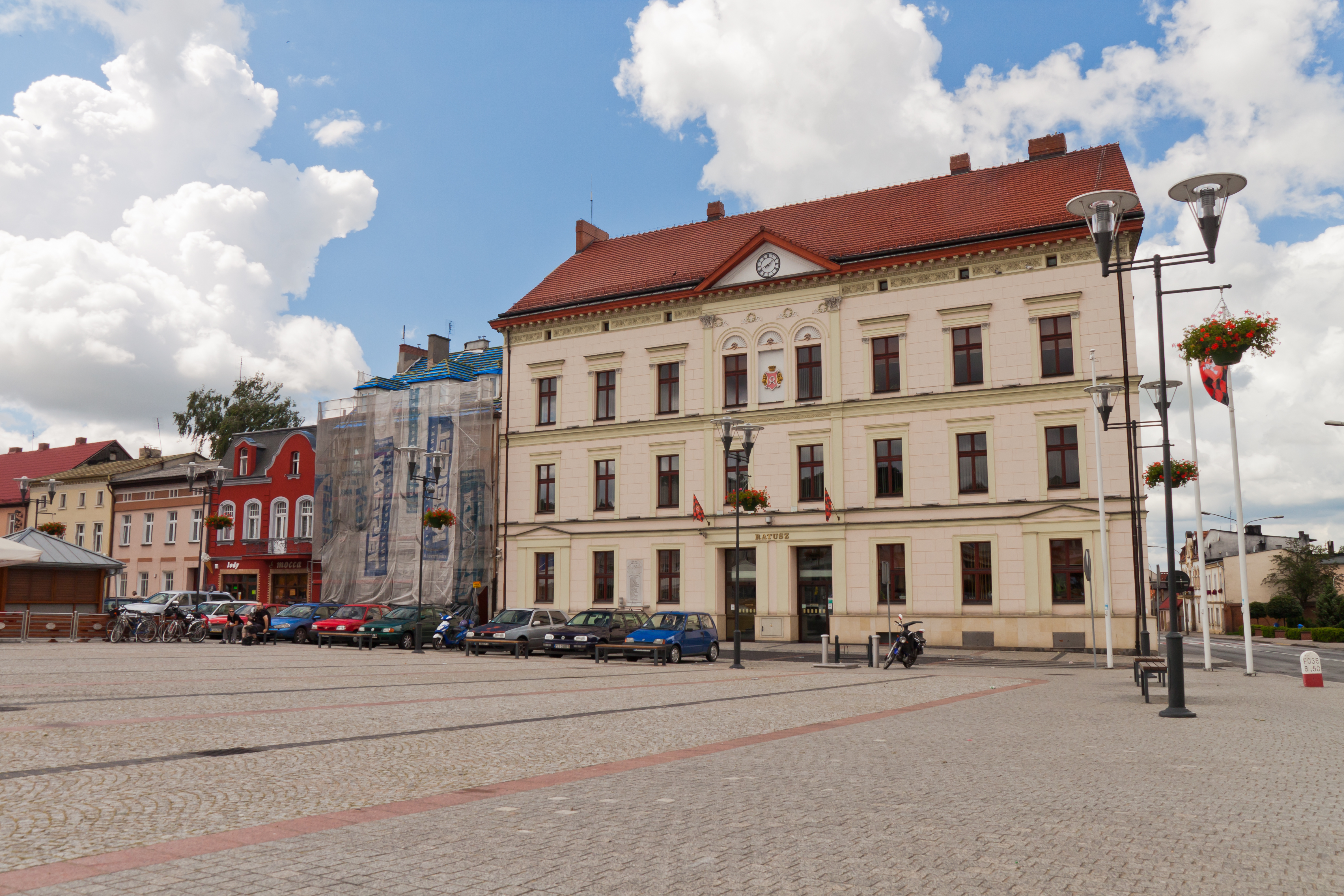
La mairie.

## Démographie
Données du 31 décembre 2012 :
| description        | Total  | Total | Femmes | Femmes | Hommes | Hommes |
| ------------------ | ------ | ----- | ------ | ------ | ------ | ------ |
| Unité              | Nombre | %     | Nombre | %      | Nombre | %      |
| population         | 11305  | 100   | 5796   | 51,27  | 5509   | 48,73  |
| Densité (hab./km²) | 1126   | 1126  | 577,29 | 577,29 | 548,71 | 548,71 |

## Voies de communication
La ville est traversée par la route secondaire 178 (qui rejoint Wałcz à Oborniki) et la route secondaire 182 (qui rejoint Międzychód à Ujście).

## Jumelages
- Coevorden (Pays-Bas)
- Gadebusch (Allemagne)